# Alexandre Afinoguenov
Pour les articles homonymes, voir Afinoguenov.
Œuvres principales
- L'Excentrique (1929), Peur (1930)

Alexandre Nikolaïevitch Afinoguenov (russe : Алекса́ндр Никола́евич Афиноге́нов), né le 22 mars 1904 (4 avril dans le calendrier grégorien) à Skopine, tué le 29 octobre 1941 à Moscou lors d'un raid aérien, est un dramaturge soviétique. Engagé dans la recherche d'un nouveau drame psychologique dans les années post-révolutionnaires de l'Agitprop, il évolue vers le réalisme socialiste dans les années 1930.

## Biographie
Alexandre Afinoguenov est le fils d'un paysan autodidacte, écrivain, maître d'école et militant révolutionnaire. Membre de la Ligue des jeunes communistes, il adhère au Parti communiste de l'Union soviétique en 1922. La même année, il entre à l'Institut de journalisme de Moscou, dont il sort diplômé en 1924. Figure de Proletkult, organisation attachée à la promotion de la culture prolétarienne, il présente en 1923 sa première pièce, Robert Tim au Théâtre du Proletkult, le premier théâtre moscovite des travailleurs. Toutefois, sa carrière de dramaturge ne commence qu'en 1926, avec la mise en scène de L'Autre côté de la fente (Po tu storonu chtcheli). Auparavant, il collabore au Severny Rabotchy, journal de Iaroslavl.
De 1926 à 1928, ses pièces sont jouées au Théâtre du Proletkult, dont il devient l'une des principales figures et assure la direction à la fin des années 1920. En 1928, il rompt idéologiquement avec le théâtre en écrivant L'Excentrique (Tchoudak), étude d'un personnage de rêveur romantique non-communiste dans laquelle l'auteur a la témérité de présenter des bandits communistes, et en intégrant l'association russe des écrivains prolétariens (RAPP), une organisation plus orthodoxe dans sa ligne ; il devient secrétaire de la section théâtrale et l'idéologue. Sa meilleure pièce, Peur (Strakh), en 1931, qui montre la confrontation d'un bon communiste et d'un vieux scientifique réactionnaire mais récupérable, est mise en scène avec succès par Constantin Stanislavski au Théâtre d'art de Moscou, considérés comme des « ennemis de classe » par la RAPP.
Parmi ses pièces suivantes, on peut citer Lointaine taïga (1935), un drame philosophique soviétique, Salut, Espagne! (1936), une pièce romantique populaire sur la guerre d'Espagne, et Machenka (1940), drame à la fois personnel et patriotique.
En 1931, il publie La Méthode créatrice du théâtre (Tvortchesky metod teatra), ouvrage théorique sur l'art théâtral. Dans les années 1930, il est l'un des dramaturges les plus fréquemment mis en scène.
En 1932, Joseph Staline dissout la RAPP et fonde l'Union des écrivains soviétiques. De leur côté, Nikolaï Pogodine et Vsevolod Vichnevski lui reprochent de mettre trop l'accent sur l'intériorité des personnages, ce qu'ils assimilent à un traditionalisme réactionnaire. Entre 1928 et 1933, son théâtre a effectivement pris un tour psychologique et analytique. Par la suite, il s'accommode lentement aux principes du réalisme socialiste, qui s'imposent à partir de 1934, prêchant un optimisme simpliste.
En 1937, durant les procès de Moscou, Afinoguenov est attaqué dans un éditorial de la Pravda, après l'arrestation de Iagoda, contraint avec Vladimir Kirchon de faire son autocritique publique lors d'un meeting dans la capitale, le 27 avril, et chassé du Parti communiste, le 20 mai ; il craint même d'être arrêté comme agent trotskiste, de la même manière que Kirchon, mort en 1938. Abandonné de la plupart de ses collègues, il se retire dans sa datcha, dans la colonie d'écrivains de Peredelkino. Toutefois, en décembre 1937, il peut demander sa réintégration au Parti, qu'il obtient en janvier 1938, une semaine après que le comité central a affirmé, le 18 janvier, que nombre de communistes avaient été injustement chassés du Parti dans les mois précédents,,.
Quand l'Allemagne attaque l'Union soviétique, il prend la tête du département littéraire du Sovinformburo (Bureau d'information soviétique), organisme récemment créé, ancêtre de RIA Novosti. En octobre 1941, les correspondants britanniques et américains sont évacués vers Kouibychev avec les diplomates. De retour dans la capitale afin de convaincre le comité central de permettre aux correspondants étrangers d'y rentrer, il est tué lors d'un raid aérien allemand sur Moscou le mercredi 29 octobre 1941,, durant la bataille de Moscou, une bombe ayant atteint l'immeuble du comité central du PC.
Peur bénéficie d'un regain d'intérêt dans les années 1950, quand Nikita Khrouchtchev dénonce l'héritage bureaucratique de Staline. Source d'information sur les auteurs soviétiques des années 1920 et 1930, ses journaux et carnets sont publiés en 1960. Ses pièces connaissent une grande popularité durant la période de l'Union soviétique.

## Œuvres
- Robert Tim, drame, 1924
- L'Autre côté de la fente (Po tou storonou chtcheli), pièce, 1926 (d'après une histoire de Jack London)
- Au tournant (Na Perelome), drame, 4 actes, 1926
- Gardes vos yeux ouverts (Glyadi v oba), pièce, 1927
- Confiture de framboise (Malinovoïe varenie), pièce, 4 actes, 1927
- Camarade Yamchine (Tovarichtch Yamchine), pièce, 4 actes, 1927
- La Trace du loup (Voltchya tropa), drame, 1928
- Le Ravin noir (Tchiorny yar), pièce, 1928 (adaptée d'un roman de Lev Goumiliovski)
- L'Excentrique (Tchoudak), drame, 4 actes, 1929
- Peur (Strakh), drame, 4 actes, 1930
- La Méthode créative du théâtre (Tvortchesky metod teatra), 1931
- Le Mensonge (Loj), drame, 1933
- Le Portrait (Portret), drame, 3 actes, 1934
- Lointaine taïga (Daliokoïe), drame, 3 actes, 1935
- Salut, Espagne! (Saliout, Ispania!), drame, deux parties et un épilogue, 1936
- Son jeu (Eyo igra), comédie, écrite en 1938
- Deuxièmes pistes (Vtorye pouti), pièce, 3 actes, 1939
- La Mère de ses enfants (Mat svoïkh deteï), pièce, 3 actes, 1939
- Hôtel Deluxe (Otel Liouks), tragicomédie, 3 actes, 1940
- Machenka, comédie, 3 actes, 1940
- À la veille (Nakanoune), drame, trois actes, écrit en 1940-1941, publication posthume en 1942